# Syngramma valleculata
Syngramma valleculata är en kantbräkenväxtart som först beskrevs av Bak., och fick sitt nu gällande namn av Carl Frederik Albert Christensen. Syngramma valleculata ingår i släktet Syngramma och familjen Pteridaceae. Inga underarter finns listade.